# Lomamyia longicollis
Lomamyia longicollis is een insect uit de familie van de Berothidae, die tot de orde netvleugeligen (Neuroptera) behoort. 
Lomamyia longicollis is voor het eerst wetenschappelijk beschreven door Walker in 1853.